# Gropig skägglav
Gropig skägglav (Usnea scabrata) är en lavart som beskrevs av William Nylander. 
Usnea scabrata ingår i släktet Usnea och familjen Parmeliaceae. Inga underarter finns listade i Catalogue of Life.
I den svenska databasen Dyntaxa används istället namnet Usnea barbata för samma taxon.  Arten är reproducerande i Sverige.

## Källor

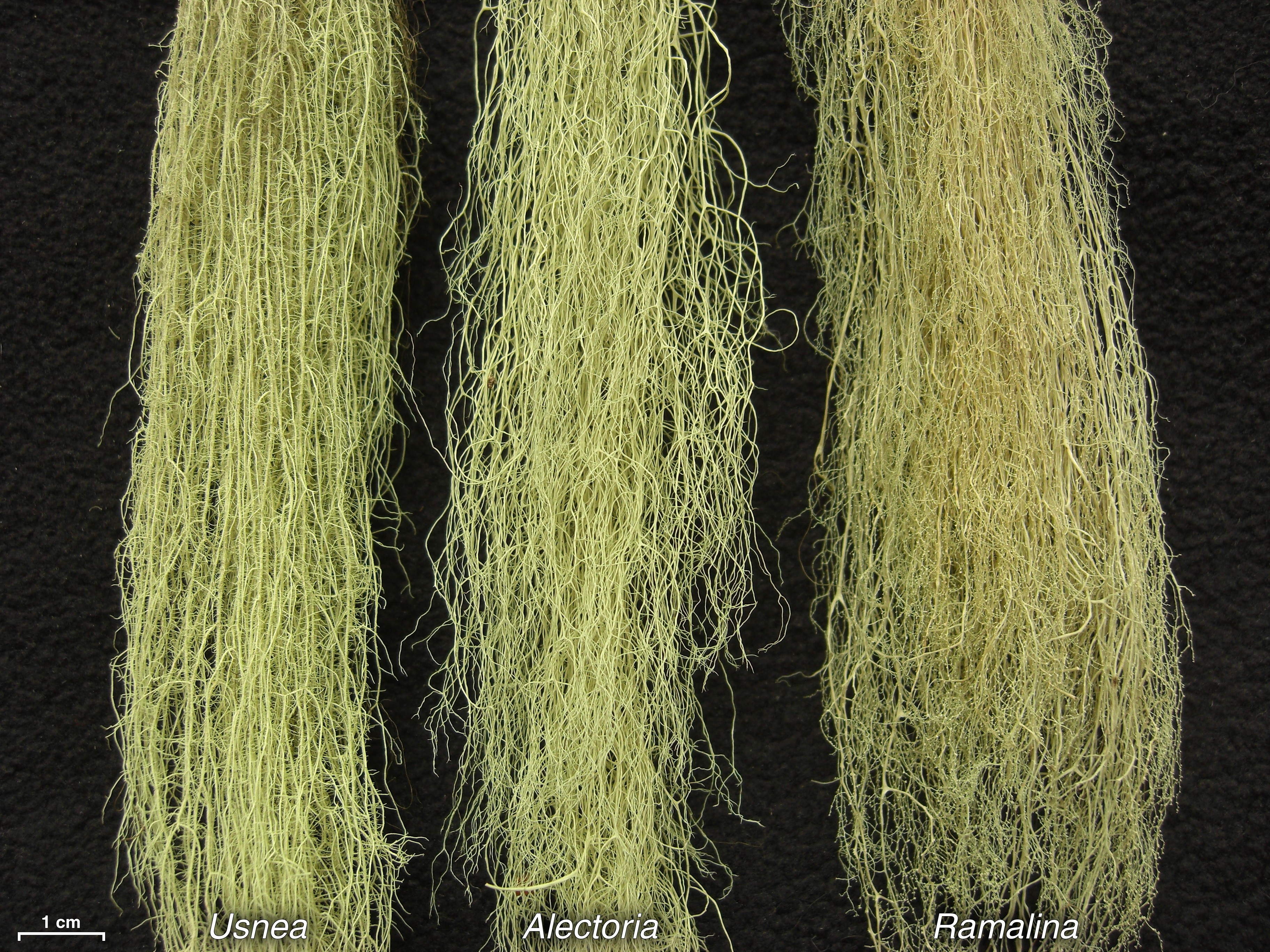